# Vilmos Zombori
Vilmos Zombori (11 de janeiro de 1906 - 17 de janeiro de 1993) foi um futebolista romeno que atuava como goleiro. Competiu na Copa do Mundo FIFA de 1934.